# Empoasca candatia
Empoasca candatia är en insektsart som beskrevs av Langlitz 1964. Empoasca candatia ingår i släktet Empoasca och familjen dvärgstritar. Inga underarter finns listade i Catalogue of Life.